# 一条真也
一条 真也（いちじょう しんや、1963年5月10日 - ）は、日本の作家、経営者。本名は佐久間 庸和（さくま つねかず）。株式会社サンレー代表取締役社長。2018年4月より上智大学グリーフケア研究所客員教授。
父は、サンレーグループ創業者の佐久間進（1935年 - 2024年）である。著作は120冊を超える。大の映画好きで知られ、自身も5本の映画に出演している。

## プロフィール
1963年、福岡県生まれ。福岡県立小倉高等学校を経て、早稲田大学政治経済学部卒業。卒業後、大手広告代理店東急エージェンシーを経て、大手冠婚葬祭会社サンレーに入社。2001年に代表取締役社長に就任し、現在に至る。
一条真也のペンネームで、東急エージェンシー入社時に処女作『ハートフルに遊ぶ』を発表し、その後、さまざまなテーマの著書を上梓する。各種の新聞・雑誌・WEBでコラムを連載。
「隣人祭り」や「グリーフケア」をはじめ、社業を通じて「無縁社会」を乗り越えて「有縁社会」の再生をめざす。
2012年2月、孔子および『論語』の精神の普及に貢献した人物に贈与される「孔子文化賞（第2回）」
を受賞した。
2018年4月、上智大学グリーフケア研究所の客員教授に就任。

## ペンネームの由来
ペンネームは、少年時代に愛読したコミック「柔道一直線」の主人公「一条直也」にちなんで付けられたことが、毎日新聞2002年8月30日付の記事で紹介されている。
この記事には、一条が子供の頃から書くことが好きだったこと、読書感想文や交通安全標語のコンクールで上位入賞していたこと、既に高校時代には小説を書き始め、最年少で芥川賞を受賞するのが夢であったことなどが記されている（取材記者は石戸久代）。

## 略歴
- 1982年3月 - 福岡県立小倉高等学校卒業
- 1983年4月 - 早稲田大学政治経済学部入学
- 1985年4月 - 日本儀礼文化協会発行「はあとぴあ」編集長就任
- 1988年3月 - 早稲田大学政治経済学部卒業
  - 4月 - 東急エージェンシー入社
  - 5月 - 一条真也のペンネームで処女作『ハートフルに遊ぶ』出版
- 1989年10月 - サンレー入社、取締役未来開発室長就任
  - ハートピア計画設立、代表取締役社長就任
- 1994年2月 - サンレー常務取締役就任
- 1995年8月 - サンレー専務取締役就任
- 1997年1月 - 松柏園ホテル総支配人就任（兼任）
- 2001年10月 - サンレー代表取締役社長就任
- 2008年4月 - 北陸大学未来創造学部客員教授就任
- 2008年4月 - 京都大学こころの未来研究センター共同研究員就任
- 2012年2月 - 第2回孔子文化賞受賞
- 2012年4月 - 京都大学こころの未来研究センター連携研究員就任
- 2014年5月 - 九州国際大学客員教授就任
- 2014年6月 - 全国冠婚葬祭互助会連盟会長就任
- 2018年4月 - 上智大学グリーフケア研究所客員教授就任

## 役職
- 株式会社サンレー 代表取締役社長
- 全国冠婚葬祭互助会連盟 顧問（元会長）
- 一般社団法人全日本冠婚葬祭互助協会 参与（元副会長）
- 一般財団法人冠婚葬祭文化振興財団 理事長
- 公益財団法人北九州観光コンベンション協会 評議員
- 北九州商工会議所 常議員・観光サービス部会 副部会長
- NPO法人日本儀礼文化協会 理事長
- NPO法人東京自由大学 顧問
- 上智大学グリーフケア研究所 元客員教授
- 九州国際大学客員教授
- 冠婚葬祭総合研究所客員研究員
- 互助会保証株式会社監査役

## 受賞歴
- 2012年2月 第2回孔子文化賞

## 著書
- 『ハートフルに遊ぶ〜ハート化時代のやわらかな卒論』 （東急エージェンシー）
- 『遊びの神話〜「感性」と「トレンド」を超えて』 （東急エージェンシー/ＰＨＰ文庫）
- 『ゆとり発見〜余暇社会からゆとり社会へ』 （東急エージェンシー）
- 『リゾートの思想〜幸福の空間を求めて』 （河出書房新社）
- 『リゾートの博物誌〜空間演出のための理想郷カタログ』 （日本コンサルタントグループ）
- 『ハートビジネス宣言〜幸福創造の白魔術』 （東急エージェンシー）
- 『ロマンティック・デス〜月と死のセレモニー』 （国書刊行会）
- 『魂をデザインする〜葬儀とは何か』 （国書刊行会）
- 『結魂論〜なぜ人は結婚するのか』 （成甲書房）
- 『老福論〜人は老いるほど豊かになる』 （成甲書房）
- 『ロマンティック・デス〜月を見よ、死を想え』（幻冬舎文庫）ISBN 978-4344406766
- 『ハートフル・ソサエティ〜人は、かならず「心」に向かう』 （三五館）
- 『孔子とドラッカー〜ハートフル・マネジメント』 （三五館）
- 『ハートフル・カンパニー』（三五館）　※「佐久間庸和」名義
- 『龍馬とカエサル〜ハートフル・リーダーシップの研究』 （三五館）
- 『法則の法則〜成功は「引き寄せ」られるか』 （三五館）
- 『知の巨人ドラッカーに学ぶ21世紀型企業経営』 （ゴマブックス）
- 『ユダヤ教 VS キリスト教 VS イスラム教〜「宗教衝突」の深層』 （だいわ文庫）
- 『知ってビックリ！日本三大宗教のご利益〜神道 & 仏教 & 儒教』 （だいわ文庫）
- 『世界をつくった八大聖人〜人類の教師たちのメッセージ』 （ＰＨＰ新書）
- 『愛する人を亡くした人へ〜悲しみを癒す15通の手紙』 （現代書林）
- 『面白いぞ人間学〜人生の糧になる101冊の本』 （致知出版社）
- 『人間関係を良くする17の魔法』 （致知出版社）
- 『茶をたのしむ〜ハートフルティーのすすめ』 （現代書林）
- 『花をたのしむ〜ハートフルフラワーのすすめ』 （現代書林）
- 『灯をたのしむ〜ハートフルライティングのすすめ』 （現代書林）
- 『香をたのしむ〜ハートフルフレグランスのすすめ』 （現代書林）
- 『幸せノート〜婚活からウエディングまで』 （現代書林）
- 『思い出ノート』 （現代書林）
- 『また会えるから』　※写真：安田淳夫（現代書林）
- 『最期のセレモニー〜メモリアルスタッフが見た、感動の実話集』 （ＰＨＰ研究所）
- 『むすびびと〜こころの仕事』 （三五館）
- 『あらゆる本が面白く読める方法〜万能の読書術』 （三五館）
- 『涙は世界で一番小さな海〜「幸福」と「死」を考える、大人の童話の読み方』 （三五館）
- 『最短で一流のビジネスマンになる！ドラッカー思考〜一流の思考を身につける！47の実践テクニック』 （フォレスト出版）
- 『葬式は必要！〜最期の儀式に迷う日本人のために』 （双葉新書）
- 『ご先祖さまとのつきあい方〜お盆、お彼岸、墓参り、そして無縁社会を乗り越える生き方』 （双葉新書）
- 『満月交感 ムーンサルトレター』上・下 　※鎌田東二との共著 （水曜社）
- 『隣人の時代〜有縁社会のつくり方』 （三五館）
- 『ホスピタリティ・カンパニー』（三五館）　※「佐久間庸和」名義
- 『のこされた　あなたへ〜3・11　その悲しみを乗り越えるために』 （佼成出版社）
- 『世界一わかりやすい「論語」の授業』 （ＰＨＰ文庫）
- 『図解でわかる！　ブッダの考え方』 （中経の文庫）
- 『礼を求めて〜なぜ人間は儀式を必要とするのか』 （三五館）
- 『無縁社会から有縁社会へ』　 ※島薗進・鎌田東二・山田昌弘・奥田知志・佐々木かをりとの共著 （水曜社）
- 『命には続きがある〜肉体の死、そして永遠に生きる魂のこと』 ※矢作直樹との共著 （ＰＨＰ研究所）
- 『死が怖くなくなる読書〜「おそれ」も「かなしみ」も消えていくブックガイド』 （現代書林）
- 『慈を求めて〜なぜ人間には祈りが必要なのか』（三五館）
- 『慈経　自由訳』　※写真：リサ・ヴォート（三五館）
- 『決定版　冠婚葬祭入門』　※監修：日本儀礼文化協会（実業之日本社）
- 『ミャンマー仏教を語る〜世界平和パゴダの可能性』　※井上ウィマラ、天野和公、八坂和子との共著（現代書林）
- 『決定版　終活入門〜あなたの残りの人生を輝かせるための方策』（実業之日本社）
- 『超訳　空海の言葉』（KKベストセラーズ）
- 『永遠の知的生活〜余生を豊かに生きるヒント』　※渡部昇一との共著（実業之日本社）
- 『決定版　おもてなし入門〜ジャパニーズ・ホスピタリティの真髄』 （実業之日本社）
- 『永遠葬〜想いは続く』 （現代書林）
- 『唯葬論〜なぜ人間は死者を想うのか』 （三五館）
- 『墓じまい・墓じたくの作法』 （青春新書インテリジェンス）
- 『満月交遊 ムーンサルトレター』上・下 　※鎌田東二との共著 （水曜社）
- 『和を求めて〜なぜ日本人は平和を愛するのか』 （三五館）
- 『死ぬまでにやっておきたい50のこと〜人生の後半を後悔しないライフプランのつくり方』（イースト・プレス）
- 『死を乗り越える映画ガイド～あなたの死生観が変わる究極の５０本』（現代書林）
- 『葬式に迷う日本人～最期の儀式を考えるヒント』　※島田裕巳との共著（三五館）
- 『ミッショナリー・カンパニー』（三五館）　※「佐久間庸和」名義
- 『儀式論』（弘文堂）
- 『人生の修活ノート』（現代書林）
- 『人生の修め方』（日本経済新聞出版社）
- 『はじめての「論語」  しあわせに生きる知恵』（三冬社）
- 『般若心経   自由訳』（現代書林）
- 『なぜ、一流の人はご先祖さまを大切にするのか？』（すばる舎）
- 『唯葬論〜なぜ人間は死者を想うのか』 （サンガ文庫）
- 『世界の聖典・経典』（光文社知恵）
- 『決定版   年中行事入門』（ＰＨＰ研究所）
- 『人生の四季を愛でる』（毎日新聞出版）
- 『決定版　冠婚葬祭入門』（ＰＨＰ研究所）
- 『グリーフケアの時代』（弘文堂）　※「佐久間庸和」名義　島薗進・鎌田東二との共著
- 『慈経　自由訳』　※写真：安田淳夫（現代書林）
- 『死を乗り越える名言ガイド～言葉は人生を変えうる力をもっている』（現代書林）
- 『心ゆたかな社会～「ハートフル・ソサエティ」とは何か』（現代書林）
- 『死を乗り越える読書ガイド～「おそれ」も「かなしみ」も消えていくブックガイド』（現代書林）
- 『満月交心 ムーンサルトレター』　※鎌田東二との共著 （現代書林）
- 『「鬼滅の刃」に学ぶ なぜ、コロナ禍の中で大ヒットしたのか』（現代書林）
- 『命には続きがある〜肉体の死、そして永遠に生きる魂のこと』　 ※矢作直樹との共著 （ＰＨＰ文庫）
- 『心ゆたかな読書～ハートフル・ブックス』（現代書林）
- 『アンビショナリー・カンパニー』（現代書林）　※「佐久間庸和」名義
- 『論語と冠婚葬祭　儒教と日本人』（現代書林）　※加地伸行との共著
- 『心ゆたかな映画～ハートフル・シネマズ』（現代書林）
- 『葬式不滅～儀式はアップデートする』（オリーブの木）
- 『供養には意味がある ～日本人が失いつつある大切なもの～』（産経新聞出版）
- 『ウェルビーイング？　個人・企業・社会が求める「幸せ」とは』（オリーブの木）　※「佐久間庸和」名義
- 『コンパッション！　老い・病・死・死別を支える「思いやり」』（オリーブの木）　※「佐久間庸和」名義
- 『年長者の作法　「老害」の時代を生きる50のヒント　老いに親しむレシピ』 （主婦と生活社）
- 『古事記と冠婚葬祭　神道と日本人』（現代書林）　※鎌田東二との共著
- 『ロマンティック・デス　死をおそれない』（オリーブの木）　※「佐久間庸和」名義
- 『リメンバー・フェス　死者を忘れない』（オリーブの木）　※「佐久間庸和」名義
- 『愛する人を亡くした人へ〜悲しみに寄り添う15通の手紙』 （ＰＨＰ文庫）
- 『心ゆたかな言葉〜ハートフル・キーワーズ』 （オリーブの木）
- 『冠婚葬祭文化論〜人間にとって儀式とは何か』 （産経新聞出版）　※「佐久間庸和」名義
- 『仏と冠婚葬祭　仏教と日本人』（現代書林）　※玄侑宗久との共著
- 『宗教の言い分　 現代日本人の死生観を語る』（弘文堂）※島薗進との共著

## 監修書
- 『100文字でわかる世界の宗教』 （ベスト新書）
- 『「あの人らしかったね」といわれる 自分なりのお別れ<お葬式>』 （扶桑社）
- 『開運！パワースポット「神社」へ行こう』（ＰＨＰ文庫）
- 『世界の「聖人」「魔人」がよくわかる本』（ＰＨＰ文庫）
- 『「天国」と「地獄」がよくわかる本』（ＰＨＰ文庫）
- 『よくわかる伝説の「聖地・幻想世界」事典』（廣済堂文庫）
- 『よくわかる「世界の怪人」事典』（廣済堂文庫）
- 『本当は面白い世界の神々』（双葉社）
- 『世界の幻獣エンサイクロペディア』（講談社）
- 『知ってびっくり！世界の神々』（ＰＨＰ研究所）
- 『140字でつぶやく哲学』（中経の文庫）
- 『100文字でわかる世界の宗教』 （ワニ文庫）
- 『徹底比較！　日中韓しきたりとマナー〜冠婚葬祭からビジネスまで』（祥伝社黄金文庫）
- 『即効！　ビジネス成功法則』（実業之日本社）
- 『即効！　ビジネス心理法則』（実業之日本社）
- 『修活読本』（現代書林）
- 『イラストでわかる 美しい所作と振る舞い』（メディアパル）

## 映画出演
- 君は一人ぼっちじゃない（2019年）-北九州の大富豪（佐久間社長）の接待相手・野島
- レッドシューズ（2022年）-主人公の真名美（朝比奈彩）の親戚・西山
- グリーフケアの時代に（2023年）-サンレー社長の佐久間庸和
- 君の忘れ方（2025年）-フューネラルディレクターの佐藤
- 男神（2025年）-商工会議所会頭の佐久間進一郎

## 関連人物
- 佐久間進（サンレーグループ創業者）
- 鎌田東二（宗教哲学者、京都大学名誉教授）
- 島薗進（宗教学者、東京大学名誉教授）
- 渡部昇一（英語学者、上智大学名誉教授）
- 矢作直樹（東京大学名誉教授）
- 島田裕巳（宗教学者）
- 加地伸行（中国哲学者、大阪大学名誉教授）
- 玄侑宗久（作家、臨済宗福聚寺住職）